# Scirpoides
Scirpoides  Seg. é um género botânico pertencente à família Cyperaceae.
O género tem 8 espécies descritas e desta apenas 3 aceites.

## Sinônimo
- Holoschoenus Link[2]

## Taxonomia
O género foi descrito por Scheuchz. ex Seguier e publicado em Plantae Veronenses 3: 73. 1754.

## Espécies
As espécies aceites neste género são:
- Scirpoides burkei (C.B.Clarke) Goetgh., Muasya & D.A.Simpson
- Scirpoides dioecus (Kunth) Browning
- Scirpoides holoschoenus (L.) Soják